# Tzocohuite, Zacualpan
Tzocohuite är en ort i Mexiko.   Den ligger i kommunen Zacualpan och delstaten Veracruz, i den sydöstra delen av landet, 140 km nordost om huvudstaden Mexico City. Tzocohuite ligger 2 344 meter över havet och antalet invånare är 111.
Terrängen runt Tzocohuite är huvudsakligen kuperad, men åt sydost är den bergig. Runt Tzocohuite är det ganska glesbefolkat, med 28 invånare per kvadratkilometer. Närmaste större samhälle är Palo Hueco, 5,5 km sydväst om Tzocohuite. I omgivningarna runt Tzocohuite växer i huvudsak blandskog.